# サンウルブズ
サンウルブズ（Sunwolves）は、ラグビーユニオンの国際大会「スーパーラグビー」に、2016年から2020年まで参加していた日本チームである。

## 概要
南アフリカ、ニュージーランド、オーストラリア、アルゼンチンという南半球のラグビー強豪国から当時15チームが参加する国際大会スーパーラグビー（主催: SANZAAR）に、日本チームとして参加することを目的に2015年に創設、2016年から活動した。
人材派遣会社のヒト・コミュニケーションズがオフィシャルチームスポンサーとなっており、ヒト・コミュニケーションズ サンウルブズ（HITO-Communications SUNWOLVES）と称している。

## 歴史
スーパーラグビーは2016年度シーズンから参加チームが18に拡大するにあたり、ワールドカップ2019日本大会へ向けた選手のレベルアップを目標としてラグビー日本代表、及びそれに準じる代表候補の選手などで編成するチームを参加させる方針を決め、2016年度は「南アフリカカンファレンス第2組」（他に南アフリカ共和国から3チーム）のリーグ戦に加わる。
2019年3月21日、スーパーラグビーの主催団体SANZAARは2020年度シーズンを最後にサンウルブズをリーグから除外することを発表した。SANZAARは除外の理由として、日本ラグビー協会が、サンウルブズを2021年度以降は財政支援しないことに加え、スーパーラグビーが日本代表の強化にとって最善の手段でなくなったと伝えてきたとしている。一方、日本ラグビー協会側は、主催者から残留の条件として巨額の拠出金を要求され、とても合意できる額ではない上、検討する時間もなかったとしている。
サンウルブズはスーパーラグビー除外後の2021年秋に創設を目指すラグビー新リーグに参戦する意向を示していたが、2020年4月30日の締め切りまでに日本ラグビー協会へ関連文書を提出せず、参加を見送った。
2020年2月28日、日本ラグビーフットボール協会は、新型コロナウイルス感染症の影響を受け、国内第3戦 サンウルブズ vs.ブランビーズ戦（花園ラグビー場）、同4戦 サンウルブズ vs.クルセイダーズ戦（秩父宮ラグビー場）の2試合を、オーストラリアへ会場を移して実施することを決定した。
しかし、新型コロナウイルス感染症の世界的流行によりスーパーラグビー公式戦は3月中旬から中断。その代替大会として、オーストラリア国内でオーストラリアに拠点を置く4チームとオーストラリア地区所属のサンウルブズ、さらに2017年にスーパーラグビーから撤退していたウェスタン・フォースを加えた6チームによる総当たり2回戦制のリーグ戦が計画された。
サンウルブズは、そのリーグ戦への参戦を目指していたが、新型コロナウイルス感染拡大防止措置のため日本人選手のオーストラリアへの入国が困難とみなされ、参戦の期限までに調整がつかず、参戦を断念した。
サンウルブズCEOの渡瀬裕司は「チームは5月末で解散することになる」とコメントした。その後も水面下で交渉を続けていたが、6月1日に豪州ラグビー協会から正式に大会参戦が不可能になった旨の通達を受けたため、5年間の活動を終えた。
2020年8月8日、感染対策で無観客に制限されたなか、秩父宮ラグビー場に関係者ら150人が集まり、「メモリアルセレモニー」が行われ、解散した。
2021年6月12日にエコパスタジアム（静岡県）での日本代表チームとの強化試合の対戦相手として復活。試合の6日前に、新生サンウルブズとして一度限りで再結成されたチームは、旧メンバー半数程度に、新たなメンバーや日本代表チームからも数人加えられた。17-32で日本代表が勝利した。有観客で開催された会場では、サンウルブズと日本代表の各ロゴを使ったグッズも配布・販売され、ハーフタイムにはサンウルブズチアリーダーズも再結成しパフォーマンスを披露した。

## チーム名称
チーム結成に際し、日本ラグビーフットボール協会は2015年5月、チーム名を一般公募し、寄せられた愛称を、当時の日本代表ヘッドコーチ・エディー・ジョーンズらの意見を基に審査した結果、同10月5日、「サンウルブズ」とすることを決定した。チーム名は「日出ずる国」の日本を象徴する太陽と、小兵でも統率された群れで大きな敵に立ち向かおうとするオオカミを組み合わせたものとした。

## ジャージ
サンウルブズがスーパーラグビーに参戦してからのジャージ
| サンウルブズのジャージ |                                 |                                       |
| シーズン               | ホーム                          | オルタネイト                          |
| ---------------------- | ------------------------------- | ------------------------------------- |
| 2016                   | 2016シーズンのホームジャージ    | 2016シーズンのオルタネイトジャージ    |
| 2017-18                | 2017-18シーズンのホームジャージ | 2017-18シーズンのオルタネイトジャージ |

## 成績

### スーパーラグビー戦績
| シーズン | 試合数 | 勝 | 分 | 敗 | 得点 | 失点 | 順位            | スローガン          | コーチ               | キャプテン                        |
| -------- | ------ | -- | -- | -- | ---- | ---- | --------------- | ------------------- | -------------------- | --------------------------------- |
| 2016年   | 15     | 1  | 1  | 13 | 293  | 627  | 18チーム中 18位 | Break the Line      | マーク・ハメット     | 堀江翔太                          |
| 2017年   | 15     | 2  | 0  | 13 | 315  | 671  | 18チーム中 17位 | Rise as One         | フィロ・ティアティア | エドワード・カーク 立川理道       |
| 2018年   | 16     | 3  | 0  | 13 | 404  | 664  | 15チーム中 15位 | 5 FOR TOP 5 IN 2018 | ジェイミー・ジョセフ | ヴィリー・ブリッツ 流大           |
| 2019年   | 16     | 2  | 0  | 14 | 294  | 584  | 15チーム中 15位 | WE ARE THE PACK     | トニー・ブラウン     | クレイグ・ミラー マイケル・リトル |
| 2020年   | 6      | 1  | 0  | 5  | 101  | 292  | 15チーム中 15位 | KEEP HUNTING        | 大久保直弥           | 森谷圭介 ジェイク・シャッツ       |

## グラウンド
2017年シーズンまでは全15試合のうち、ホームゲームをそれぞれ2016年に8試合、2017年に7試合を主管し、そのうちの3試合はシンガポール共和国で、残り4～5試合は秩父宮ラグビー場で開催された。
2018年シーズンは全16試合中8試合をホームゲームとして行い、そのうち6試合が秩父宮ラグビー場、1試合がシンガポール共和国、1試合が香港で開催された。
2019年シーズンは全16試合中8試合をホームゲームとして行い、そのうち6試合が秩父宮ラグビー場、2試合がシンガポール共和国で開催された。
2020年シーズンは全16試合中8試合をホームゲームとして行い、そのうち5試合が秩父宮ラグビー場で開催され、その他レベルファイブスタジアム、花園ラグビー場、シンガポール共和国で1試合ずつ開催する予定だった。しかし7試合を消化したところで新型コロナウイルス感染拡大の影響のためリーグ戦が中断し、そのまま打ち切りとなった。4試合行われたホームゲームのうち日本国内での開催は秩父宮とレベルファイブの各1試合にとどまり、花園で行われる予定だった6戦目がウロンゴンに、秩父宮で行われる予定だった7戦目がブリスベンのサンコープ・スタジアムにそれぞれ会場が変更され、結果的にこれがサンウルブズの最後の試合となった。
| 日本 東京          | シンガポール カラン                |
| ------------------ | ---------------------------------- |
| 秩父宮ラグビー場   | シンガポール・ナショナルスタジアム |
| 収容能力: 24,871人 | 収容能力: 55,000人                 |
|                    |                                    |

## スコッド

### 2020シーズンの所属選手
国内所属、キャップ数は2020年3月14日現在　※SR＝スーパーラグビー、SW＝サンウルブズ
| ポジション | 選手名                       | 国内所属 前所属  | 代表     | SR | SW |
| ---------- | ---------------------------- | ---------------- | -------- | -- | -- |
| PR         | シオネ・アシ                 | マナワツ         | －       | － | － |
| PR         | ジャレッド・アダムス         | オークランド     | －       | 5  | 5  |
| PR         | クリス・イーヴズ             | 前ハリケーンズ   | －       | 88 | 3  |
| PR         | ヘンカス・ファン・ヴィック   | 前宗像サニックス | －       | 21 | 16 |
| PR         | コンラード・ファンフィーレン | 前ブルズ         | －       | 25 | 6  |
| PR         | ニック・メイヒュー           | 前ブランビーズ   | －       | 38 | 4  |
| HO         | レニ・アピサイ               | 前ブルーズ       | －       | 31 | 1  |
| HO         | ジャバ・ブレグバゼ           | －               | 58 (GEO) | 27 | 27 |
| HO         | エフィトゥシ・マアフ         | 前レッズ         | －       | 5  | 5  |
| LO         | マイケル・ストーバーク       | 近鉄             | －       | 6  | 6  |
| LO         | ジャスティン・ダウニー       | 東京ガス         | －       | 17 | 5  |
| LO         | コーリー・トーマス           | 釜石             | －       | 1  | 1  |
| LO         | ベン・ハイン                 | 前ブランビーズ   | －       | 7  | 2  |
| LO         | 谷田部洸太郎                 | パナソニック     | 15       | 12 | 12 |
| LO         | トム・ロウ                   | 九州電力         | －       | 12 | 12 |
| FL         | ブレンドン・オコナー         | 前レスター       | －       | 46 | 2  |
| FL         | マテアキ・カファトル         | ウェリントン     | －       | － | － |
| FL         | ミッチ・ジェイコブソン       | 前チーフス       | －       | 8  | 5  |
| FL         | テビタ・ツポウ               | パナソニック     | －       | 4  | 4  |
| FL         | 布巻峻介                     | パナソニック     | 7        | 11 | 11 |
| No.8       | オネフンガ・カウフシ         | 前エクセター     | 5 (TON)  | 4  | － |
| No.8       | ジェイク・シャッツ           | 前ロンドン       | 2 (AUS)  | 97 | 6  |
| No.8       | 吉田杏                       | トヨタ自動車     | －       | 1  | 1  |

| ポジション | 選手名                         | 国内所属 前所属 | 代表           | SR | SW |
| ---------- | ------------------------------ | --------------- | -------------- | -- | -- |
| SH         | 木村貴大                       | 前豊田自動織機  | －             | 1  | 1  |
| SH         | 齋藤直人                       | 早稲田大学      | －             | 6  | 6  |
| SH         | 福田健太                       | トヨタ自動車    | －             | － | － |
| SH         | ルディー・ペイジ               | 前クレルモン    | 13 (RSA)       | 53 | 5  |
| SO         | ガース・エイプリル             | 前NTTコム       | －             | 26 | 5  |
| SO         | 小倉順平                       | 前NTTコム       | 4              | 11 | 11 |
| CTB        | JJ・エンゲルブレヒト           | 前クレルモン    | 12 (RSA)       | 90 | 5  |
| CTB        | ジョーダン・ジャクソン＝ホープ | 豊田自動織機    | －             | 16 | 1  |
| CTB        | ベン・テオ                     | 前トゥーロン    | 18+2 (ENG+BIL) | 5  | 5  |
| CTB        | 中野将伍                       | 早稲田大学      | －             | 5  | 5  |
| CTB        | シオサイア・フィフィタ         | 天理大学        | －             | 6  | 6  |
| CTB        | アレックス・ホラン             | －              | －             | 1  | 1  |
| WTB        | ジェームス・ダーガヴィル       | 前パナソニック  | －             | 40 | 5  |
| WTB        | タウタラタシ・タシ             | 前ワラターズ    | －             | 6  | 5  |
| WTB        | イノケ・ブルア                 | 流通経済大学    | －             | － | － |
| FB         | 竹田宜純                       | 前トヨタ自動車  | －             | 2  | 2  |
| FB         | 森谷圭介                       | パナソニック    | －             | 6  | 6  |
| FB         | ベン・ルーカス                 | コカ・コーラ    | －             | 82 | － |

### 2020シーズンのコーチ
- ヘッドコーチ：大久保直弥
- コーチングコーディネーター：沢木敬介
- テクニカルディレクター：ネイサン・グレイ（英語版）
- スクラムコーチ：田村義和

## 歴代所属選手

### 個人記録
| 順位 | 名前               | 記録 |
| ---- | ------------------ | ---- |
| 1    | 浅原拓真           | 43   |
| 2    | エドワード・カーク | 39   |
| 3    | 田村優             | 33   |
| 3    | 三上正貴           | 33   |
| 5    | 茂野海人           | 29   |
| 5    | ヘイデン・パーカー | 29   |

| 順位 | 名前               | 記録 |
| ---- | ------------------ | ---- |
| 1    | ヘイデン・パーカー | 248  |
| 2    | トゥシ・ピシ       | 105  |
| 3    | 田村優             | 89   |
| 4    | セミシ・マシレワ   | 65   |
| 5    | 山田章仁           | 55   |

| 順位 | 名前                           | 記録 |
| ---- | ------------------------------ | ---- |
| 1    | セミシ・マシレワ               | 13   |
| 2    | 山田章仁                       | 11   |
| 3    | デレック・カーペンター         | 8    |
| 3    | ホセア・サウマキ               | 8    |
| 5    | ゲラード・ファンデンヒーファー | 7    |

| 順位 | 名前               | 記録 |
| ---- | ------------------ | ---- |
| 1    | ヘイデン・パーカー | 52   |
| 2    | 田村優             | 20   |
| 3    | トゥシ・ピシ       | 16   |
| 4    | 小倉順平           | 9    |
| 5    | ガース・エイプリル | 8    |

| 順位 | 名前                 | 記録 |
| ---- | -------------------- | ---- |
| 1    | ヘイデン・パーカー   | 42   |
| 2    | トゥシ・ピシ         | 21   |
| 3    | 田村優               | 13   |
| 4    | ヘイデン・クリップス | 9    |
| 5    | 小倉順平             | 3    |

| 順位 | 名前               | 記録 |
| ---- | ------------------ | ---- |
| 1    | ヘイデン・パーカー | 1    |